# 八幡神社 (吉川市八子新田)
八幡神社（はちまんじんじゃ）は、埼玉県吉川市の神社。

## 歴史
創建年代は不明である。ただ当地の八子新田は江戸時代初期に開発されたことから、その頃に創建されたものと推測される。「東福寺」が別当寺であった。東福寺は真言宗の寺院であったが、明治初期の神仏分離により、廃寺に追い込まれた。
1872年（明治5年）、近代社格制度に基づく「村社」に列せられ、1912年（明治45年）の神社合祀により、周辺の3社が合祀された。ところがまもなく江戸川の河川改修が行われ、移転が迫られていたことから、1916年（大正5年）に合祀された3社のうちの一つで現在地にあった「香取神社」の跡地に移転した。

## 交通アクセス
タローズバス吉川線「八子新田」バス停から徒歩２分